# Third Encounter 陳奕迅演唱會
Third Encounter 陳奕迅演唱會是由香港著名男歌手陳奕迅於2003年2月16日至2月19日在香港體育館舉行一連7場的小型個人演唱會。后期這演唱會亦到紐西蘭、澳洲及美國進行小型巡迴演唱會。

## 製作概念
陳奕迅為了這個演唱會能給觀眾一個全新的聼覺感受，特意把舞台設成廢墟，目標要令觀眾有一個全新的聽覺感受。
陳奕迅在這場演唱會的聲線狀態頂峰，特別是在和陳奐仁合唱的「阿士匹靈」、「愛是懷疑」還有自己為了給觀眾一個全新的聽覺感受而特意全新編曲的「黑夜不再來」亦被視為這首歌曲的經典現場演出版本之一。另外，他翻唱的「幾許風雨」用以紀念他的恩師羅文。
據香港報紙報道，為了這次演唱會，陳奕迅使出渾身解數，最搞笑的是他還模仿譚詠麟和陳百強兩位前輩的唱腔和說話的口吻，逗得觀眾捧腹大笑。
臨近尾聲時，陳奕迅更以描述父子情的《單車》一曲送給台下的父親，還說希望他快點無事，關懷之情表露無遺。除了陳爸爸外，當晚也有不少圈中好友前來捧場，包括英皇老闆楊受成夫婦、謝霆鋒和母親狄波拉，不過母子是分開而來、也分開坐。謝霆鋒則在觀眾席坐了一會兒便上控制室與陳奕迅的女友徐濠縈一同欣賞。此外還有陳冠希、古天樂、吳君如、Twins等十多位歌手全都到場打氣。

## 演出城市及場次
| 場次 | 日期           | 國家／地區 | 城市       | 場館                            | 備註                 |
| ---- | -------------- | ---------- | ---------- | ------------------------------- | -------------------- |
| 1    | 2003年2月16日  | 香港       | 香港       | 紅磡香港體育館                  |                      |
| 2    | 2003年2月17日  | 香港       | 香港       | 紅磡香港體育館                  |                      |
| 3    | 2003年2月18日  | 香港       | 香港       | 紅磡香港體育館                  |                      |
| 4    | 2003年2月19日  | 香港       | 香港       | 紅磡香港體育館                  |                      |
| 5    | 2003年2月20日  | 香港       | 香港       | 紅磡香港體育館                  |                      |
| 6    | 2003年2月21日  | 香港       | 香港       | 紅磡香港體育館                  |                      |
| 7    | 2003年2月22日  | 香港       | 香港       | 紅磡香港體育館                  |                      |
| 8    | 2003年9月5日   | 新西兰     | 奧克蘭     | North Shore Events Centre       | 首個香港以外的演唱會 |
| 9    | 2003年10月4日  |            | 悉尼       | Sydney Entertainment Centre     | 首個香港以外的演唱會 |
| 10   | 2003年11月27日 | 美国       | 拉斯維加斯 | Theatre for the Performing Arts | 首個香港以外的演唱會 |
| 11   | 2003年11月28日 | 美国       | 拉斯維加斯 | Theatre for the Performing Arts | 首個香港以外的演唱會 |
| 12   | 2003年11月29日 | 美国       | 拉斯維加斯 | Theatre for the Performing Arts | 首個香港以外的演唱會 |

## 影音產品出版

### 曲目

#### DVD 1
- 01. Opening - Se Voul Ballare（意大利語）
- 02. 孤獨探戈
- 03. 人工智能
- 04. 第一類接觸
- 05. King Kong
- 06. 給愛麗斯
- 07. 愛是懷疑（陳奐仁合唱）（國語）
- 08. 阿士匹靈（陳奐仁合唱）
- 09. 我有我愛你
- 10. 與我常在
- 11. 1874
- 12. Lonely Christmas
- 13. 跳蚤市場（國語）（CD/VCD版未收錄）
- 14. 謝謝儂（國語）
- 15. 他一個人
- 16. 活躍症
- 17. 幾許風雨
- 18. 一生中最愛
- 19. 不再問究竟

#### DVD 2
- 01. Corner of the Earth（英語）（CD/VCD版未收錄）
- 02. 黑暗中漫舞（CD/VCD版未收錄）
- 03. 黑夜不再來
- 04. 人來人往
- 05. Shall We Talk
- 06. 我的世界末日
- 07. 當這地球沒有花
- 08. 大開眼戒
- 09. Medley（2001太空漫遊+美麗有罪+打得火熱+第五個現代化+隨意門）
- 10. K歌之王
- 11. 孤兒仔（苦榮、小苦妹合唱）
- 12. 幸福摩天輪
- 13. 天下無雙
- 14. 綿綿
- 15. 單車
- 16. 明年今日 - Finale

| 日期          | 產品名稱                           | 類型 | 發行地區 |
| ------------- | ---------------------------------- | ---- | -------- |
| 2003年3月27日 | Third Encounter 陳奕迅演唱會 (3CD) | CD   | 香港     |